# Digital Performer

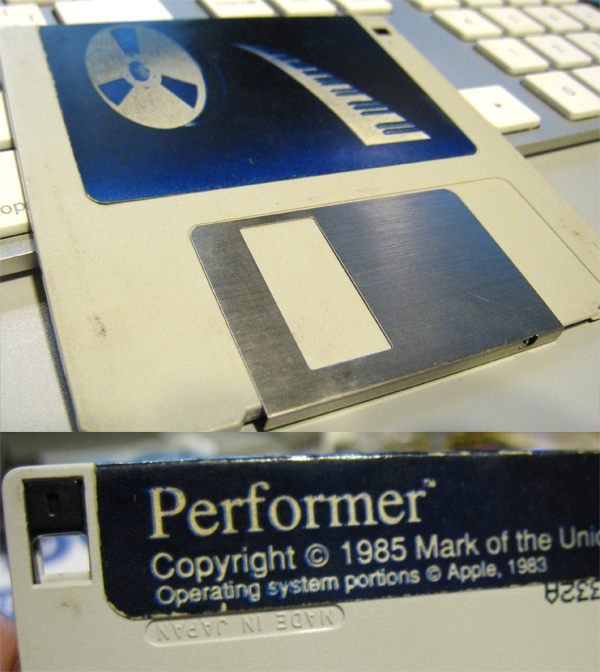
Installationsmedium von Performer aus dem Jahr 1985

Digital Performer ist eine Digital Audio Workstation (DAW) der amerikanischen Firma Mark of the Unicorn (MOTU) und wird vorwiegend in amerikanischen Tonstudios zur Musikproduktion verwendet. Digital Performer ist der erste MIDI-Sequenzer der für die Macintosh-Plattform entwickelt wurde.
Die Software wurde erstmals 1985 veröffentlicht, war bis zur Version 7 ursprünglich ausschließlich für Apple Macintosh verfügbar und ist ab Version 8, veröffentlicht am 27. September 2012, auch für das Windows-Betriebssystem (Windows 7 und 8) erhältlich.
Ursprünglich war Digital Performer eine reine MIDI-Software und wurde schrittweise um Audiofunktionen erweitert. Die ausgefeilte Funktionalität im Bereich MIDI-Editing gilt als herausragend, auch im Vergleich zum Branchenstandard Pro Tools. Viele Musikproduzenten kombinieren Digital Performer deshalb mit Pro Tools, zumal das Programm – im Gegensatz zu anderen – die Digidesign-TDM-Hardware direkt unterstützt. Digital Performer ist insbesondere unter Komponisten von Filmmusik sehr beliebt.
Eine stark vereinfachte Version ohne MIDI-Funktionen mit Namen AudioDesk legt MOTU seinen Audio-Interfaces bei. AudioDesk ist aber auch einzeln als Download erhältlich.
Digital Performer unterstützt, neben der hauseigenen Plug-in-Schnittstelle MAS (MOTU Audio System), auch Virtual Studio Technology (VST) und Audio Unit.
Die Spurtypen in Digital Performer sind streng rollenspezifisch: MIDI, Mono/Stereo/Surround-Audio, Instrument, Aux und Master. Besonders erwähnenswert ist die Trennung von MIDI- und Instrumentenspuren. Letztere beherbergen virtuelle Instrumente und bieten die Möglichkeit zum Audio-Mixing, aber die Instrumentenspuren erhalten Notendaten von einer separaten MIDI-Spur. Im Gegensatz zu den meisten DAWs benötigt Digital Performer also mindestens ein Paar komplementärer Spuren für jedes virtuelle Instrument. Es gibt Shortcuts, um die Spurpaare (oder auch größere Spurstrukturen) schnell zu erstellen. Dies begünstigt die gleichzeitige Sequenzierung mit externen Hardware-Synthesizern (insbesondere multitimbrale), virtuellen Instrumenten, die auf einem anderen Computer gehostet werden oder mit verzweigt multitimbralen Instrumenten (wie Kontakt oder Omnisphere). MIDI-Spuren erscheinen im Mischpult mit Fadern und Panoramareglern, die CC7-Lautstärke- und CC10-Panoramadaten erzeugen und automatisiert werden können.
Seit dem Jahr 2020 werden wöchentliche Live-Webinare in englischer Sprache durchgeführt, um die Funktionen und das Zusammenspiel mit Produkten anderer Hersteller zu demonstrieren. Für entsprechenden Praxisbezug besprechen Gäste aus Musik- und Filmwirtschaft ihre Anwendungsfälle mit der DAW. Gastgeber und Host der Webinare ist Matt LaPoint.

## Geschichte
- MOTU veröffentlicht 1985 die erste Version des MIDI-Sequenzers, noch als „Performer“ bezeichnet, bedienbar über die grafische Oberfläche des Macintoshs. Zusätzlich konnte die Notensatzsoftware „Professional Composer“ erworben werden. Performer bot bereits die Möglichkeit zu Mehrspuraufnahmen und die Editierung der MIDI-Daten. Der Vierteltakt enthält 480 Ticks.[4]
- In Version 3.2 werden 1990 eine Reihe neuer Funktionen eingeführt. Die wichtigste neue Funktion ist der Chunk. Chunks sind jeweils Songs oder einzelne Sequenzen (wiederum unterteilt in mehrere Spuren wie Drums, Bassline, Synthpads etc.), die nacheinander angeordnet oder auch gleichzeitig abgespielt werden können. Liveauftritte oder Remixe werden damit leicht ermöglicht. Mit dem neuen, hauseigenen MIDI-Interface (MIDI Time Piece) kann Performer auf verschiedene Weise mit der Umwelt kommunizieren. Das Interface verfügt über 8 MIDI-Ein- und 8 MIDI-Ausgänge sowie einen SMPTE-zu-MIDI-Clock und einen SMPTE-zu-MTC-Konverter.[5] In diesem Jahr fügte MOTU dem Performer außerdem die Fähigkeit zur Synchronisation von Audiomaterial (digitales Audio) hinzu und veröffentlichte ihn von da an als „Digital Performer“ (Monate nachdem Opcode diese Fähigkeit zu Vision hinzugefügt hatte). Digital Performer wurde ursprünglich als Front-End für das Festplatten-Aufnahmesystem Audiomedia von Digidesign entwickelt, aus dem später Pro Tools hervorging. Die Besonderheit von Digital Performer lag in seiner MIDI-Umgebung, die in dasselbe Transportsystem wie die Audio-Umgebung integriert war. Dies ermöglichte es den Anwendern, ihre MIDI-Instrumente aufzunehmen und mit anderen im Studio aufgenommenen Live-Audiodaten zu mischen (oder andersherum). Personal Computer waren zu dieser Zeit noch zu langsam, um hochwertige Aufnahmen über ihre eigene CPU zu bewältigen. Deshalb waren Co-Prozessor-Karten für die digitale Signalverarbeitung notwendig, um ein funktionierendes Audio-Aufnahmestudio zu schaffen. Als die CPU des Mac leistungsfähig genug wurde, um das digitalisierte Audiomaterial direkt auf der Festplatte aufzuzeichnen, wurden die DSP-Karten nach und nach überflüssig. MOTU sah dies voraus und entwickelte sein eigenes MOTU Audio System (MAS).
- Digital Performer 7 richtet sich im Jahr 2009 an Gitarristen und Bassisten, die in dieser Version in 12 neuen Plug-ins verschiedene Verstärker- und Boxensimulationen erhalten, wie Fuzz-, Distortion- und Overdrive-Pedale resp. Nachbildungen verschiedener Lautsprecherboxen in typischer Live-Akustik, die verschieden kombiniert werden können.[6]
- Mit Version 8 wird die DAW auf 64 bit umgestellt und ist erstmals auch für Windows erhältlich.[7]
- Im Sommer 2015 erscheint Version 9. Diese integriert den bislang separat erhältlichen Softwaresynthesizer MX4 und erweitert diesen um 120 neue Presets gegenüber der vorigen Standalone-Variante. Erstmals ist die DAW auch für Retina-Displays optimiert.[8]
- MOTU führt 2019 in Version 10 der DAW den Content Browser ein, der innerhalb des DAW-Fensters Zugriff auf alle im Projekt eingebundenen MIDI- oder auch Audioinhalte gestattet. Daraus können ebenso mittels Drag and Drop MIDI- oder Audio-Files in das neue Clips-Window gezogen und unmittelbar live im Projekt als Loop abgespielt werden. Zudem werden in Version 10 Beatediting und Beaterkennung verbessert. Importiertes, rhythmisches Audiomaterial wird bereits beim Einfügen in die Audiospur an das Projekttempo angepasst. Zum Lieferumfang gehören 5 GB Multi-Samples akustischer oder auch elektronischer Instrumente aus verschiedenen Musikgenres.
- Mit Version 11 besteht eine Version, die sowohl auf der Intel- als auch auf der ARM-basierten Architektur von Apple betrieben werden kann. Neu sollen unter anderem Orchesterklangbibliotheken wie Vienna Symphonic Library etc. über die Articulation Map intuitiver bespielt werden können.